# Kortárs magyar írók 1945–1997
A Kortárs magyar írók 1945–1997 bibliográfia és fotótár kétkötetes mű, amely Budapesten, az Enciklopédia Kiadónál jelent meg 1998-ban és 2000-ben, F. Almási Éva összeállításában és szerkesztésében. Lektorálta: Jankovics József. Munkatársak: Balázs-Arth Valéria, S. Benedek András, Dömők Melinda, Kégli Ferenc, Kozák Péter és Kuszálik Péter.

## Története
A kétkötetes összeállítás csaknem tízévnyi munkát, gyűjtést ölel fel, négy kérdőíves felmérést és néhány részpublikációt, mint pl. A magyar irodalom évkönyve 1992-es és 1993-as kötetei. Az anyaggyűjtés 1997 decemberében zárult, de az 1998-os díjakat és kitüntetéseket még tartalmazza. A második kötet az 1998-ban megjelent műveket is tartalmazza.

## Koncepciója
A címszólista összeállításánál az 1945 után aktívan alkotó, publikáló írókat, költőket, műfordítókat, irodalomtörténészeket, nyelvészeket, etnográfusokat, néhány esetben régészeket, művelődéstörténészeket és újságírók publikációit tartalmazza – amennyiben az irodalommal határos területen publikáltak. A feldolgozásból kimaradt az egyházi irodalom döntő többsége és a tankönyvírók sora. A Kortárs magyar írók 1945–1997 c. adatbázis hozzáférhető a Széchényi Könyvtár és a Petőfi Irodalmi Múzeum honlapján is más, hasonló jellegű adatbázisok mellett.